# Neue Schenke (Jena)
Neue Schenke ist eine ehemals zu Drackendorf gehörende Einzelsiedlung im früheren Westkreis im Herzogtum Sachsen-Altenburg, die sich um ein Chausseehaus entwickelte. Sie wurde 1994 mit Drackendorf nach Jena eingemeindet und liegt heute im Ortsteil Neulobeda am südöstlichen Stadtrand. Durch viele Umgestaltungen ihres Umfeldes wurde die Lebensqualität der Siedlung so beeinträchtigt, dass sie bereits seit den 1980er Jahren kaum mehr bewohnt ist. Dennoch sind noch Bauten aus der Ursprungszeit erhalten.

## Lage und Verkehrsanbindung
Die Siedlung liegt am Rande des Rodatals etwa einen Kilometer südlich von Drackendorf, ursprünglich inmitten von Ackerflächen. Sie war mit diesem Ort durch einen fast geraden Fahrweg verbunden, der seit dem Bau der Autobahn in den 1930er Jahren mehrmals verlegt und schließlich in das städtische Jenaer Straßen- und Wegenetz einbezogen wurde. Die Landstraße Jena-Stadtroda (in den 1930er Jahren Reichsstraße 282, später Bezirksstraße LIO 77 und Landesstraße L 1077) durchquerte die Siedlung, von ihr zweigte in Sichtweite der Häuser die Landesstraße L 1075 nach Hermsdorf ab. Beide Straßen wurden in den 2000er Jahren getrennt; heute liegt die Neue Schenke an der L 1075. Etwa 500 m östlich der Siedlung entstand im Jahre 1876 ein Haltepunkt der Bahnstrecke Weimar–Gera, der später zum Bahnhof umgebaut und danach noch mehrmals erweitert wurde. Er hatte bis in die 1990er Jahre besonders für den Güterverkehr Bedeutung.

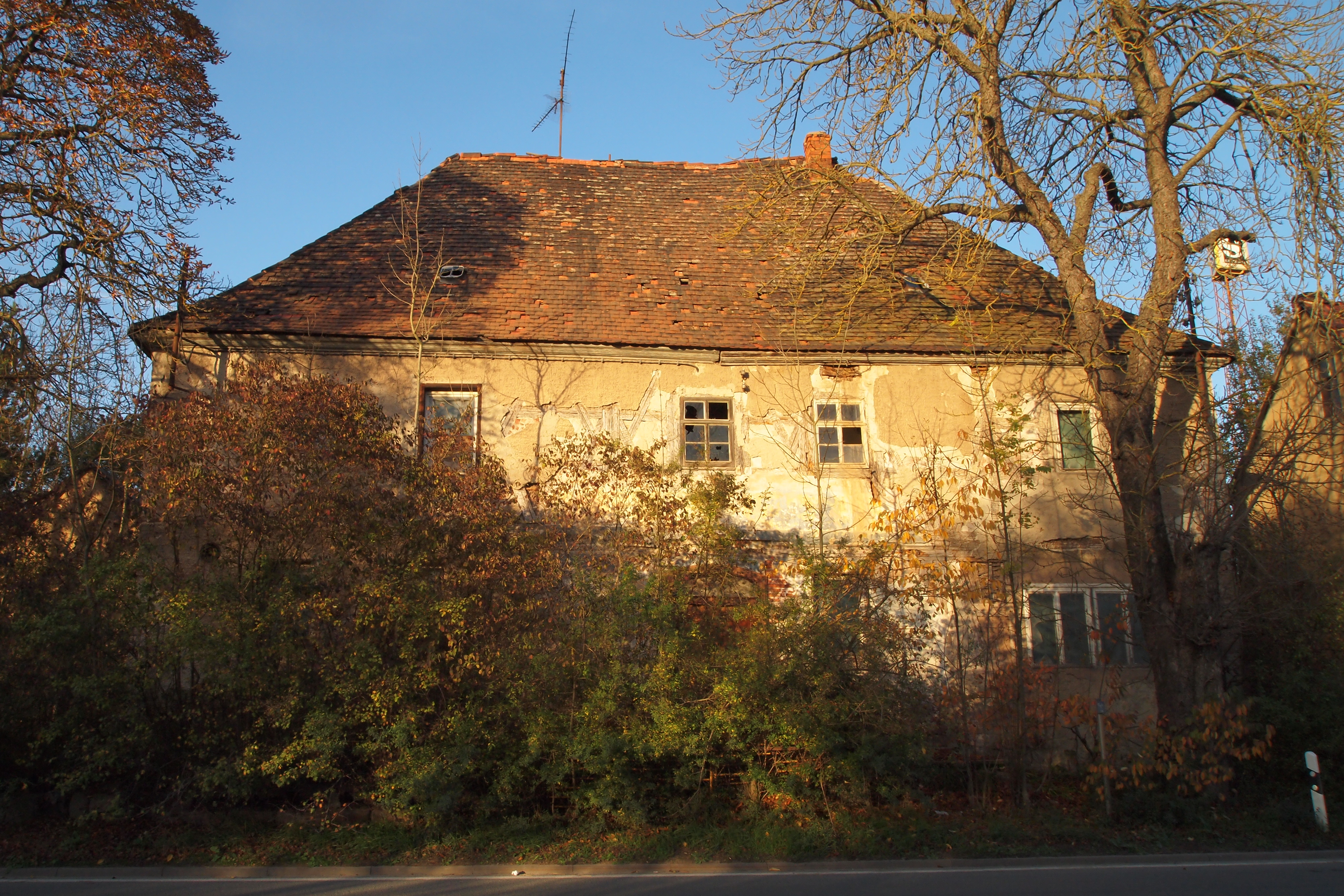
Neue Schenke, Haupthaus

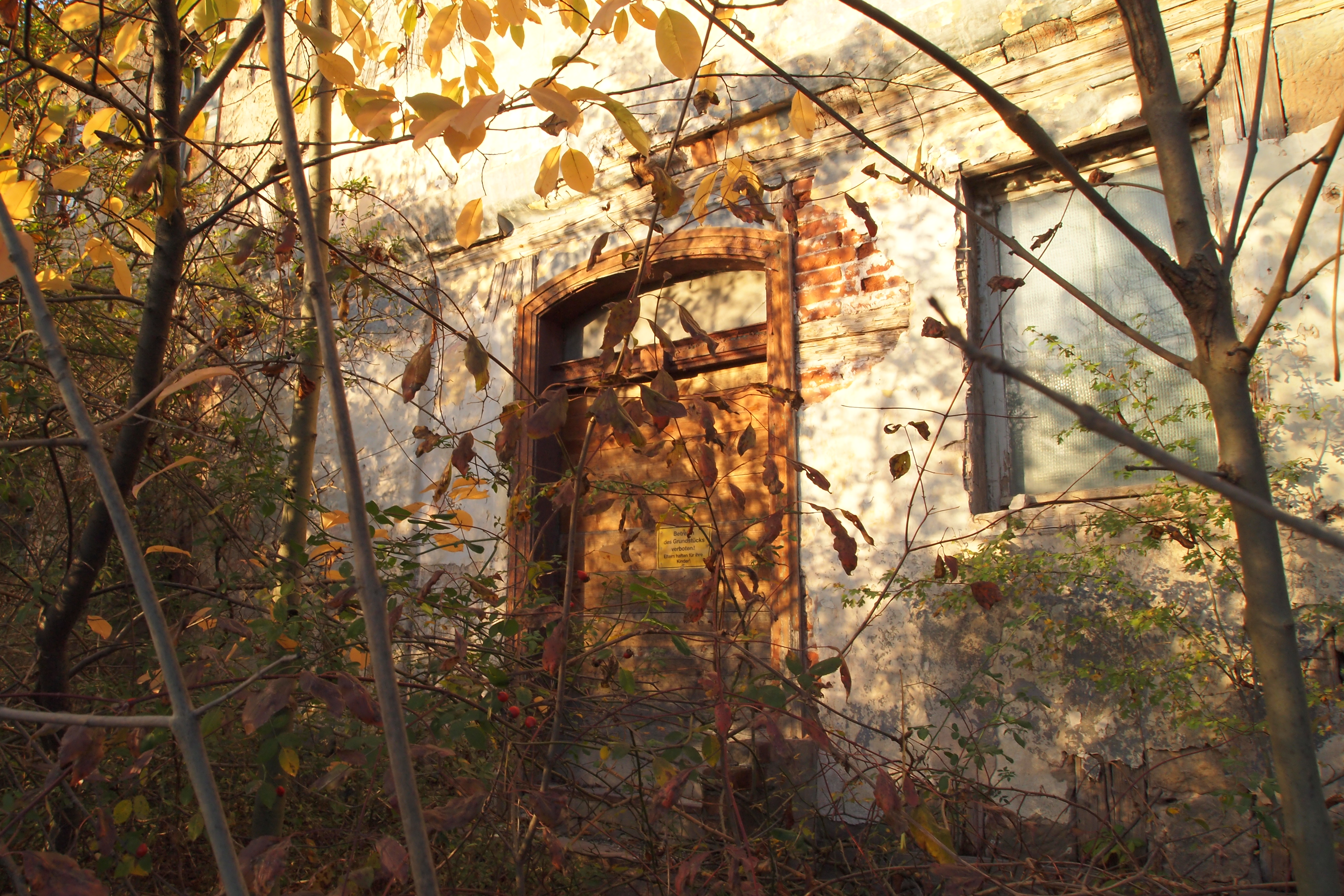
Neue Schenke, Tür des Haupthauses

## Geschichte
In der Landeskunde des Herzogthums Sachsen-Altenburg von 1867 heißt es zur Parochie Drackendorf: „Zu dem hiesigen Rittergute gehört (...) der an der Klosterlausnitzer und Rodaer Chaussee gelegene Gasthof „neue Schenke“ mit Chausseegeldereinnahme und einigen Häusern (hier wurde der Herzog Friedrich bei seinem Einzuge in Altenburg 1826 von mehreren Gemeinden feierlich empfangen)...“. Im Staats- und Adreß-Handbuch des Herzogthums Sachsen-Altenburg von 1838 wird ein Chausseegeld-Einnehmer namens J.S.F. Schleitzer „in der neuen Schenke bei Drakendorf“ erwähnt. Die Karte des Deutschen Reiches (Generalstabskarte) 1:100.000, Blatt 439 zeigt in der Ausgabe 1893 eine Schenke genannte Siedlung an der Landstraße Jena-Stadtroda mit einem Chausseehaus; direkt westlich davon liegt die Grenze zum Großherzogtum Sachsen-Weimar-Eisenach. Die Chausseehaus-Signatur entfällt in späteren Karten, nachdem keine Nutzungsgebühren für die Straßen mehr erhoben wurden. Wann die Gastwirtschaft aufgegeben wurde, ist zurzeit nicht bekannt.
In den 1930er Jahren wurde nördlich der Siedlung die Autobahn gebaut und im Dezember 1937 freigegeben. Dieser Zustand ist in zeitgenössischen Kartenwerken und einem Luftbild vom 8. April 1945 dokumentiert. Die Siedlung bestand um diese Zeit aus etwa acht bis zehn Gebäuden, mindestens eines davon südlich der Landstraße.
Ab den 1960er Jahren wurde der Bahnhof Neue Schenke zum Umschlagplatz für Baustoffe, besonders Zement, Sand und Kies, ausgebaut; die Lagerflächen für die Massengüter reichten schließlich bis an die Siedlung. Später entstand auf den Feldern zwischen Drackendorf und der Autobahn ein Teil des Wohngebietes Lobeda-Ost, womit die städtische Infrastruktur bis auf wenige hundert Meter an die Neue Schenke herangerückt war. Andererseits wurden um 1980 auch die letzten Freiflächen zwischen Autobahn und Siedlung zum Lager mit Gleisanschluss umgenutzt; die Siedlung war schließlich von Verkehrswegen und Lagerflächen eingeschlossen.
Zu vollständiger Absiedlung und Abbruch konnte man sich bis zum Ende der DDR jedoch nicht entschließen.

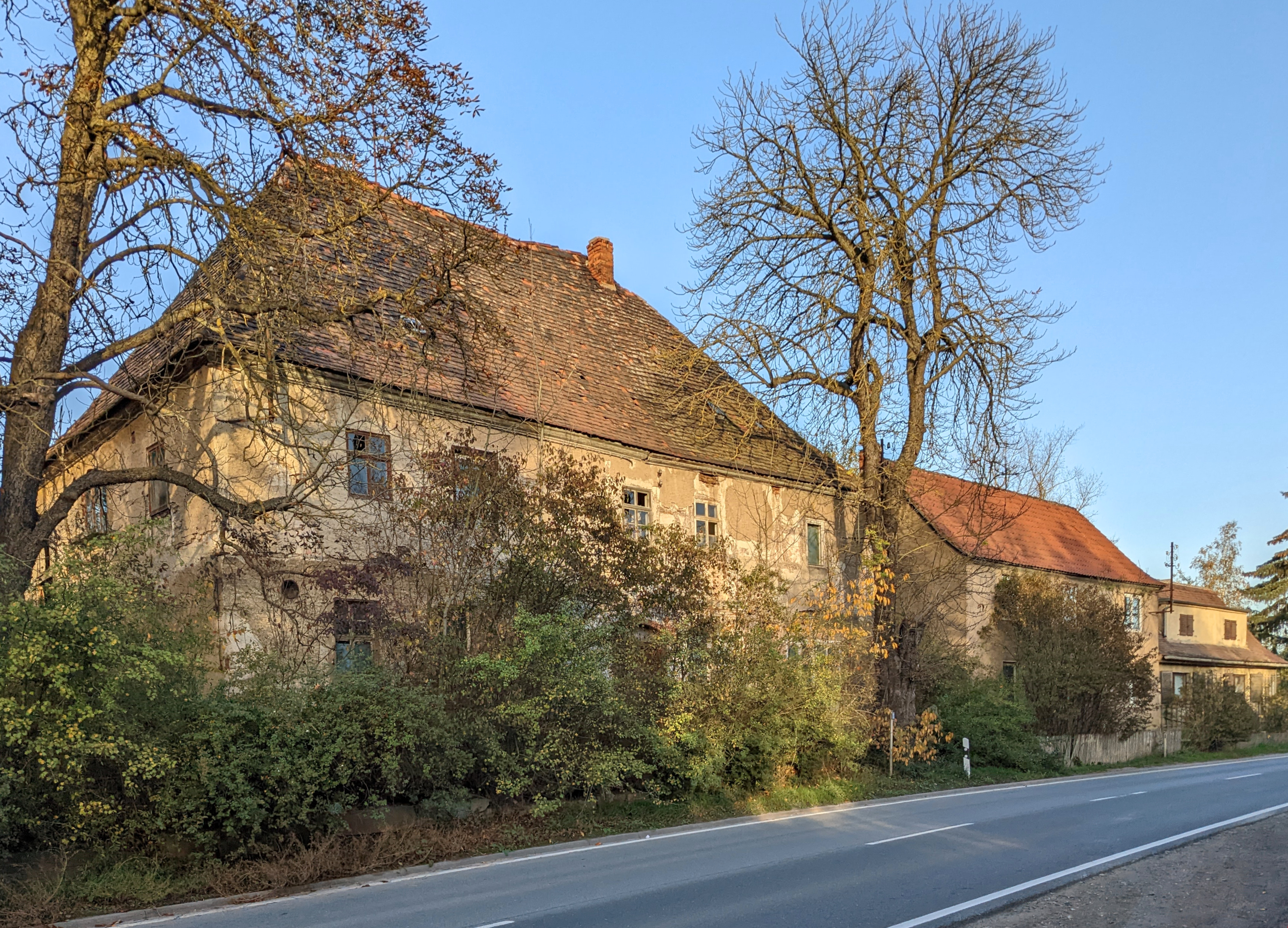
Neue Schenke von Südwesten

Nach 1989 gab es Bestrebungen, die Straße zwischen dem Autobahnanschluss Jena-Lobeda und Bahnhof Neue Schenke vierspurig auszubauen. Dieser Ausbau erfolgte letztlich mit Trennung der L 1075 und L 1077 westlich der Siedlung und Aufgabe des Bahnüberganges östlich von ihr, so dass ein Abbruch der Häuser vermieden werden konnte. Die Gewerbeflächen an der Siedlung sind gegenwärtig ungenutzt. Jedoch verläuft die Autobahn nur rund 100 Meter von den Häusern entfernt, so dass diese rund um die Uhr verlärmt sind; in der näheren Umgebung gibt es auch keine andere Wohnbebauung. Unter diesen Bedingungen ist die Zukunft der Neuen Schenke unklar.